# Donja Lokošnica
Donja Lokošnica (em cirílico: Доња Локошница) é uma vila da Sérvia localizada no município de Leskovac, pertencente ao distrito de Jablanica, na região de Jablanica. A sua população era de 865 habitantes segundo o censo de 2002.

## Demografia
| 1948  | 1953  | 1961  | 1971  | 1981  | 1991  | 2002  | 2011 |
| ----- | ----- | ----- | ----- | ----- | ----- | ----- | ---- |
| 1 604 | 1 576 | 1 469 | 1 374 | 1 324 | 1 104 | 1 060 | 865  |